# Liisa Roberts
Liisa Roberts (* 1969 in Paris) ist eine finnisch-US-amerikanische Installationskünstlerin und Filmemacherin.

## Leben und Werk
Liisa Roberts studierte Bildhauerei an der Rhode Island School of Design und schloss mit dem Bachelor ab. Bekannt geworden ist Roberts mit Filmen und Installationen, die sich auf der Schnittstelle von Medienkunst und Skulptur bewegen. Sie schreibt, macht Performances und Fotografien.
Die Installation Trap door ist aus dem Jahre 1996. Der Film What’s the Time in Vyborg? wurde zwischen 2001 und 2004 realisiert.

## Ausstellungen (Auswahl)
- 1997: Trap Door documenta X, Kassel
- 1999: dAPERTutto Biennale di Venezia, Venedig
- 2004: Whitney Biennial, New York City
- 2004: Faster Than History Kiasma, Helsinki
- 2004: 3. Berlin Biennale, Berlin